# Denis Jewgenjewitsch Jakuba
Denis Jewgenjewitsch Jakuba (russisch Денис Евгеньевич Якуба; * 26. Mai 1996 in Sotnikowskoje) ist ein russischer Fußballspieler.

## Karriere

### Verein
Jakuba begann seine Karriere bei Tschertanowo Moskau. Zur Saison 2013/14 wechselte er zum FK Kuban Krasnodar. Im März 2014 stand er erstmals im Kader der Profis von Kuban. Für diese debütierte er zunächst im September 2015 im Cup. Im November 2015 folgte dann auch gegen Lokomotive Moskau sein Debüt in der Premjer-Liga. In der Saison 2015/16 kam er zu 13 Einsätzen in der höchsten Spielklasse, aus der er mit Kuban zu Saisonende allerdings abstieg. In der Saison 2016/17 kam er dann zu 23 Einsätzen in der Perwenstwo FNL. In der Saison 2017/18 absolvierte er acht Partien für Kuban, ehe dem Verein nach der Saison die Zweitligalizenz entzogen wurde, woraufhin sich der Verein auflöste.
Daraufhin wechselte Jakuba zur Saison 2018/19 zum vormaligen Ligakonkurrenten Rotor Wolgograd. Für Rotor kam er in jener Saison zu 15 Zweitligaeinsätzen. Zur Saison 2019/20 wechselte der Mittelfeldspieler zum Erstligisten Krylja Sowetow Samara. In seinem ersten Halbjahr in Samara kam er jedoch nie zum Einsatz. Daraufhin wechselte er im Februar 2020 leihweise zurück zu seinem Jugendklub Tschertanowo. Für den Zweitligisten kam er allerdings aufgrund des COVID-bedingten Saisonabbruchs nie zum Einsatz. Zur Saison 2020/21 kehrte er nach Samara zurück, das mittlerweile in die zweite Liga abgestiegen war. In der Saison 2020/21 kam er zu 25 Einsätzen für Krylja Sowetow und stieg mit dem Klub direkt wieder in die Premjer-Liga auf.

### Nationalmannschaft
Jakuba spielte zwischen 2011 und 2017 von der U-15 bis zur U-21 insgesamt 58 Mal für russische Jugendnationalauswahlen. Mit der U-17-Auswahl nahm er 2013 an der EM teil. Mit Russland wurde er Europameister, während des Turniers kam er in allen fünf Partien zum Einsatz. Durch den Turniersieg war man auch für die WM im Herbst desselben Jahres qualifiziert. Für diese wurde er ebenfalls nominiert, die Russen schieden beim Turnier in den Emiraten im Achtelfinale aus. Jakuba spielte erneut in allen vier Partien seines Landes.
2015 wurde er Defensivspieler in den Kader der U-19-Mannschaft für die EM berufen. Mit Russland erreichte er dort den zweiten Rang, Jakuba spielte in allen fünf Partien der Russen.